# Права из осигурања у случају незапослености
Права из осигурања у случају незапослености остварају незапослена лица, у вези са запошљавањем и имају за крајњи циљ запошљавање таквог лица, у складу са Законом о запошљавању и осигурању у Србији за случај незапослености.

## Права незапослених лица
Право на осигурање
Незапослено лице може остварити обавезноосигурањем за случај незапослености, обезбедити следећа права:
- новчана накнада;
- здравствено осигурање и пензијско и инвалидско осигурање,
- друга права у складу са законом.[2]

Остала права
Поред права на осигурање незапослена лица код Националне службе за запошљавање (НСЗ) која је носилац осигурања по том основу у Републици Србији, и у агенцијама за запошљавање, остварују и:
- право на слободан избор занимања
- право запослења,
- право да се обавештавају код Националне службе и агенције о могућностима и условима за запошљавање,
- право да бесплатно користе услуге Националне службе и агенције.[4]

## Начин обезбеђивања средстава
Средства за остваривање ових права обезбеђују се из доприноса за обавезно осигурање за случај незапослености и из других средстава Републике Србије.

## Престанак права
Пестанак права из осигурања у случају незапослености може настати, ако незапослено лице:
- одјави са евиденције;
- постане редован ученик, односно студент ако је млађи од 26 година живота;
- заснује радни однос, или започне осигурање по другом основу;
- постане потпуно неспособан за рад;
- ступи на издржавање казне затвора, изречене мере безбедности, васпитне или заштитне мере, у трајању дужем од шест месеци
- или му као странцу престане одобрење за стални или привремени боравак у Србији.
- испуни услове за остваривање права на старосну пензију или оствари право на породичну или инвалидску пензију;
- наврши 65 година живота;